# Chiesa di Santa Maria di Pistia
La chiesa di Santa Maria di Pistia (o "di Plestia"),  sorge sul luogo dell'antica cattedrale e ne incorpora i resti, è una chiesa in stile protoromanico e santuario di "confine", situata sull'Altopiano Plestino, al confine tra Umbria e Marche. L’abside della chiesa si trova nelle Marche, i restanti 2/3 si trovano in territorio umbro. L’intero corpo della chiesa di Plestia è sotto il controllo dell’arcidiocesi di Nocera Umbra e Assisi. Sorge su nodo stradale di grande importanza fino a tutto l'Alto Medioevo, nell'area dell'antica città di Plestia, a 99 miglia da Roma e scomparsa nel X secolo, in origine probabilmente luogo d'incontro del cardo e del decumano. Plestia era un'antica diocesi (Dioecesis Plestiensis), oggi sede titolare e il cui vescovo titolare è, dal 2021, Thomas Joseph Neylon, vescovo ausiliare di Liverpool.

## Luogo di confine
Da un punto di vista amministrativo-civile, il corpo dell'edificio è proprietà del seminario di Nocera Umbra e nel territorio del comune di Serravalle di Chienti, mentre il sagrato, con la colonna d'angolo del porticato, è nel comune di Foligno. Da un punto di vista canonico, la chiesa si trova esattamente all'incrocio dei confini delle diocesi di Foligno, Nocera Umbra e Camerino, attualmente è gestita per convenzione dall'arcidiocesi di Camerino, con diritto d'uso da parte della diocesi di Foligno tramite la parrocchia di Colfiorito. Fino al 1984, tutta la chiesa compreso il portico, faceva parte della diocesi di Nocera Umbra; dal 1984, con una riforma delle diocesi, tutta la parte del territorio della diocesi di Nocera Umbra che si trovava in provincia di Macerata è passato all'arcidiocesi di Camerino, quindi anche la chiesa di Santa Maria di Pistia. La colonna d'angolo del porticato, era (ed è ancora) nel territorio della diocesi di Foligno; questo fatto, unitamente alla contiguità al centro abitato di Colfiorito, dà il diritto d'uso alla diocesi folignate. Negli anni trenta il vescovo di Foligno Stefano Corbini, fece un solenne pontificale per riaffermare questo diritto. La diocesi di Plestia ebbe vita fino al 1006, quando venne divisa tra le diocesi di Nocera Umbra e di Foligno. Nel 1138 la chiesa era pertinenza della diocesi di Foligno, ma nel 1200 era già stata ceduta alla diocesi di Nocera Umbra.

## Storia
Secondo la leggenda gli apostoli Pietro e Paolo, nei loro primi anni di predicazione, passarono nella città di Plestia chiedendo rifugio in una notte fredda e piovosa. Nessuno diede loro aiuto se non una donna giovane e sola dalla quale i due apostoli, per rispetto, accettarono solo il pane e non l'alloggio. Salirono allora verso il monte Trella, per quella strada chiamata via della Spina che collegava Plestia alla Valle Umbra, e quando furono abbastanza lontani l'ira di Dio si abbatté sulla città con un tremendo terremoto e un violento acquazzone che provocarono la distruzione e l'allagamento della città e la morte degli abitanti. La mattina, gli apostoli che dal monte videro al posto delle costruzioni solo un grande lago, ridiscesero a predicare il castigo divino ai pochi superstiti fra i quali incontrarono la giovane donna. Sulle rovine venne quindi costruita una chiesa di culto cristiano.
In verità a circa 300 metri dalla chiesa, sulla via di val Vaccagna (verso Nocera) che si diparte dal piazzale antistante, si trova un tempio frequentato dalla fine del VI secolo a.C. e oggi completamente interrato, dedicato a Cupra, dea della religione umbra venerata come "madre dei plestini" secondo quattro lamine bronzee del IV secolo a.C. ritrovate in zona nel 1962.
Sotto la chiesa si trovano i resti di un edificio pubblico databile al I secolo a.C. nel quale si celebrava un culto imperiale testimoniato da un cippo conservato attualmente nella chiesa che riporta la seguente scritta riferita probabilmente all'Augusteo dell'antica Plestia:
DIVO

FLAVIO

VALERIO

COSTAN

TINO AUG

ORDO

PLES

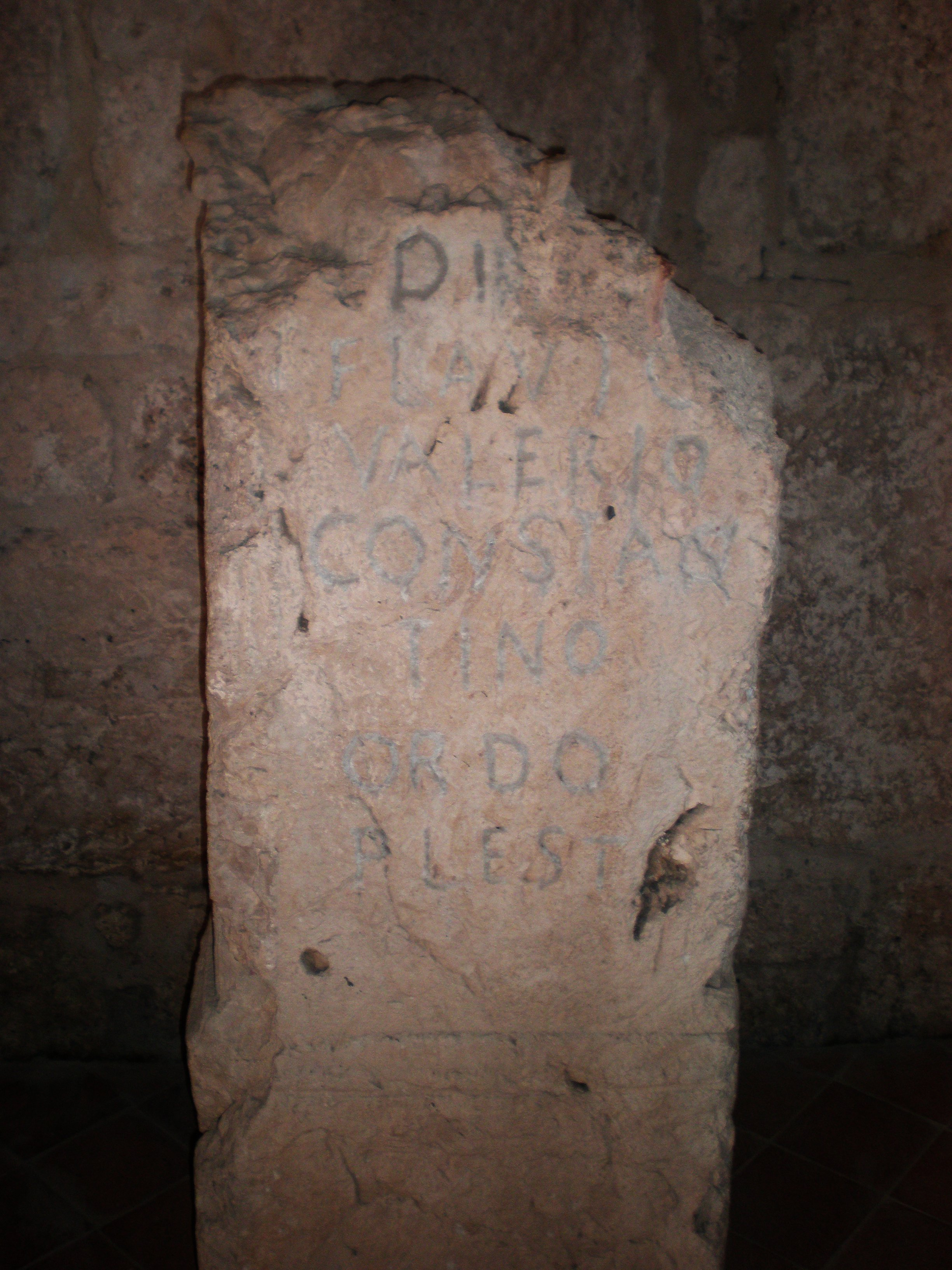
Fotografia del cippo conservato nella chiesa

il cui significato è "i decurioni di Plestia (ORDO PLES[tinorum]) dedicano al Divo Flavio Valerio Costantino Augusto (AUG[usto])".
Attorno alla chiesa, a livello del pavimento della sua cripta, si trovano i resti di un porticato affacciato sul vicino foro. Resti di abitazioni private si trovano dalla parte opposta della strada che da Colfiorito porta a Taverne di Serravalle di Chienti.
Nel XV secolo, lo storico folignate Ludovico Jacobilli riferisce che "Avendo gli abitatori di Pistia abbracciato la santa fede l'anno 249 per mezzo di San Feliciano, vescovo di Foligno, convertirono il tempio dedicato a Giove Pistio al culto divino e in onore alla Madre di Dio, chiamandosi sino al presente S.Maria di Pistia". Secondo lo storico e abate Giovanni Mengozzi, l'attribuzione a Giove Pistio sarebbe però senza fondamento.
Un tempo cattedrale, un cui vescovo, Florentius, fu presente ai sinodi romani del 499 e del 502, fu in seguito distrutta, si dice, unitamente alla città di Plestia (da cui il nome) dall'Imperatore Ottone III o da un violento terremoto o abbandonata per la crescita delle acque del lago Plestino che invase la città, a seguito dell'abbandono e manutenzione dell'emissario di epoca romana nell'alto MedioEvo, come avvenne per il lago del Fucino negli Abruzzi.  Fu riedificata intorno all'anno 1000 e dedicata alla Madonna Assunta. Allo stesso periodo risalgono anche la cripta e l'abside ora perduta. La navata subì vari rifacimenti ed il portico fu aggiunto probabilmente nel XVII secolo.
Fino ai primi del XIV secolo svolse la funzione di pieve, cioè di chiesa con fonte battesimale per i bambini dei paesi soggetti al vescovo di Nocera Umbra. Per tutto il XV secolo rimase il centro spirituale e commerciale della montagna, raccogliendo gente durante le festività mariane, le fiere da maggio a settembre ogni primo lunedì del mese ancora oggi, e nel venerdì santo, giorno dell'indulgenza, in cui si svolgeva un grande mercato e la processione penitenziale che, rilevata da Colfiorito, ancora sopravvive.
Nella chiesa era venerata un'antica statua in legno della Madonna, alta circa un metro, chiamata "la Madonna di Pistia", che normalmente era conservata nella chiesa parrocchiale di S. Lorenzo di Dignano. Veniva portata in processione, accompagnata da moltissimi fedeli, in alcune festività dell'anno. È stata trafugata negli anni sessanta.
Mercato e pellegrinaggi al santuario hanno avuto fasi alterne di abbandono e ripresa. Con le "leggi eversive" il santuario fu adibito a magazzino militare e la sua attività di nuovo interrotta per sondaggi archeologici; il mercato rifiorito con l'avvio della sagra della patata rossa nel 1978.
La chiesa, ora ridotta a "rettoria", svolge ancora dal punto di vista sacrale il ruolo di santuario terapeutico di frontiera raccogliendo fedeli dalle diocesi di Foligno, Nocera Umbra e Camerino.
Durante il Terremoto del Centro Italia del 2016 e del 2017, la basilica è stata leggermente danneggiata dalle scosse, ragion per cui è stata messa in sicurezza, e attualmente è in fase di ristrutturazione.

## Architettura

### Architettura interna

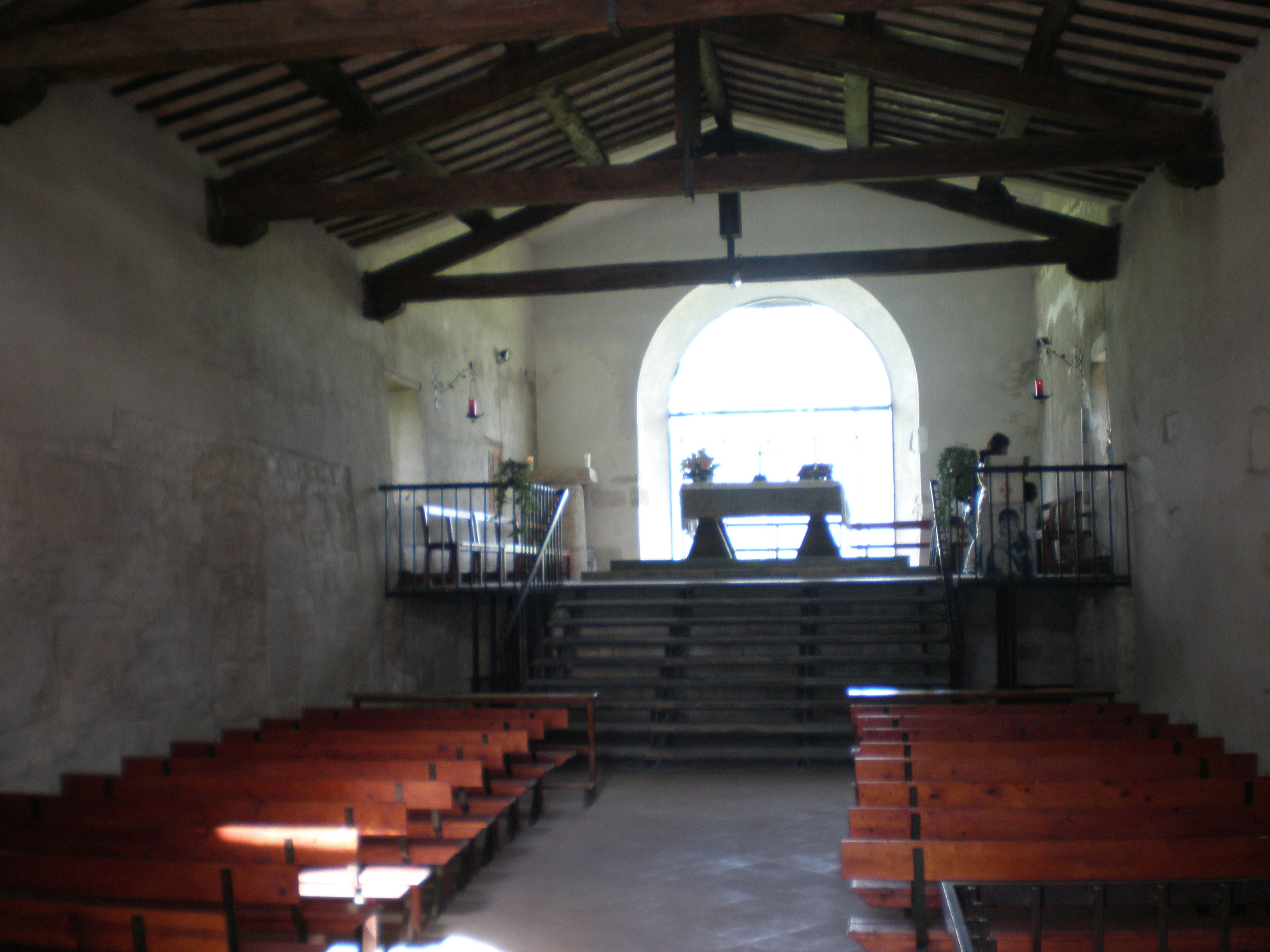
Interno della chiesa

All'interno, in fondo all'unica navata, si colloca un presbiterio sopraelevato raggiungibile attraverso una scalinata che sale sopra una più antica cripta romanica.
A destra della porta d'ingresso, una moderna scala a chiocciola permette di scendere ai ruderi dell'antica Plestia.
A detta dell'abate Giovanni Mengozzi "la chiesa, ch'è benevolmente ampia, non ha che un solo altare piantato ora in mezzo al Presbiterio [...] e su questo altare maggiore venerasi una moderna statua della Beata Vergine con il Bambino in braccio. Nell'abside poi veggonsi, dipinte sul muro, alcune sacre immagini [...] fra cui quella di S. Giovanni Battista.". L'abside è ormai andata perduta e dietro l'altare è stata realizzata, durante i restauri del 1967-71, una moderna vetrata che illumina la navata. Si conserva ormai solo un piccolo affresco della Madonna con il Bambino Gesù.

#### Cripta
La cripta viene chiamata Confessione dal Mengozzi che ne dà la seguente descrizione: "la volta di questo sotterraneo viene sostenuta da quattordici belle e tutte uguali colonne, parte di pietra bianca, parte di breccione e taluna con capitello di marmo; dodici disposte in tre ordini e due sole in cima, dove il muro piega in semicircolo e dove, dinanzi a un piccolo finestrino che dà scarsa luce al sotterraneo, si vede un'ara antica tutta d'un pezzo - ora nel presbiterio come piedistallo del simulacro della Vergine - lunga palmi quattro, once quattro e mezzo e un palmo meno larga [...] Le pareti sono tutte incrostate di belle pietre lavorate a scalpello [...] Compariscono frammenti di marmi [...] e di iscrizioni.".

## Restauri[8]

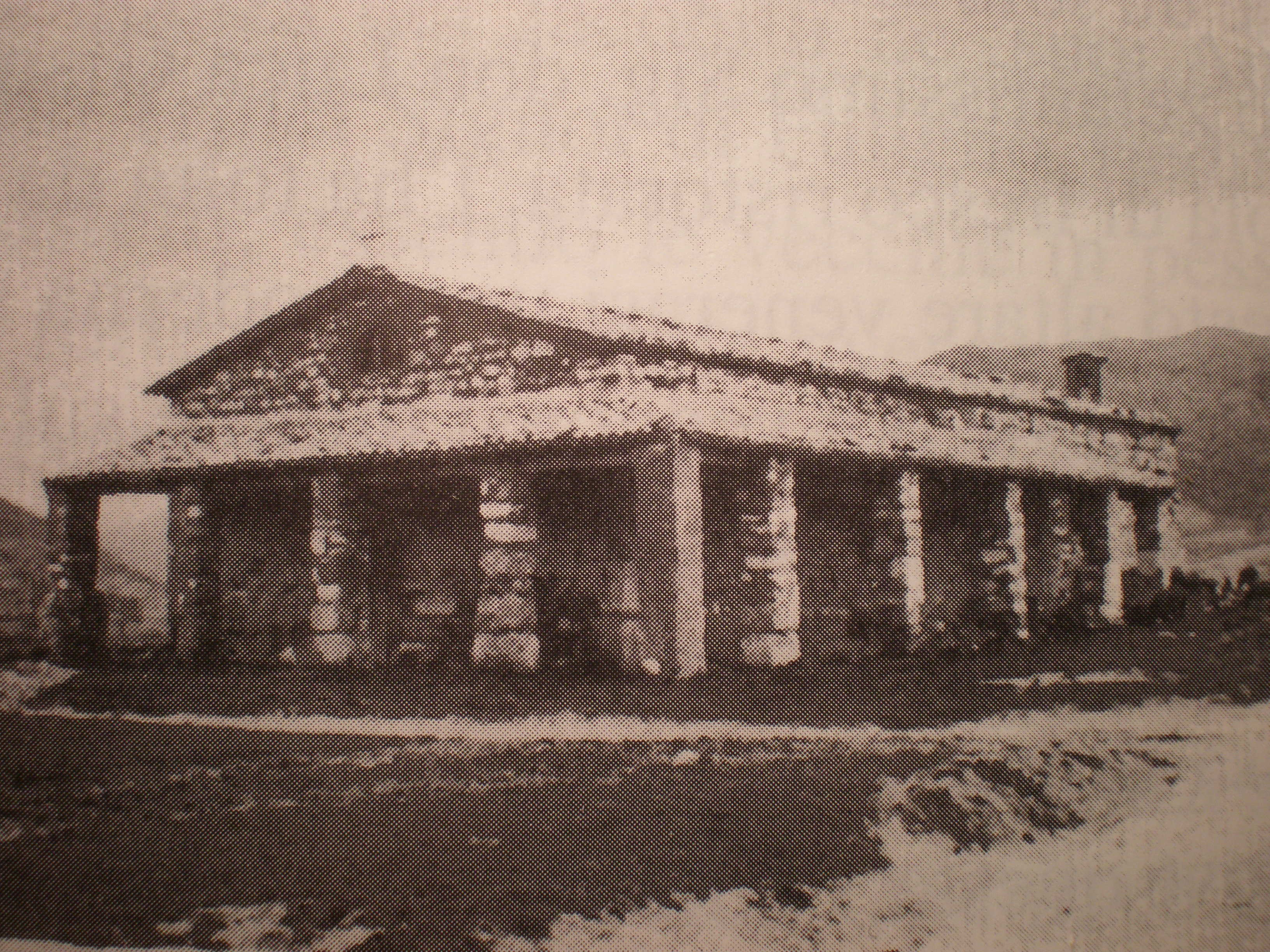
La chiesa prima dei restauri

Nell'estate del 1962 fu iniziata nell'area plestina una campagna di scavi archeologici che interessò anche la chiesa, all'interno della quale (angolo destro della navata) furono fatti dei saggi per riportare alla luce i resti di un colonnato già appartenente ad un portico, o forse ad un tempio, del periodo repubblicano, prospiciente il Foro.
Per interessamento del Prof. Giuseppe Giunchi, sindaco di Serravalle di Chienti, con l'intervento del Ministero della Pubblica Istruzione, nel 1967 la Soprintendenza ai Monumenti di Ancona iniziò i lavori di restauro della chiesa; questi terminarono nel giugno 1971 e furono inaugurati, il 27 dello stesso mese, dall'allora presidente del Senato, Amintore Fanfani.

## Galleria d'immagini

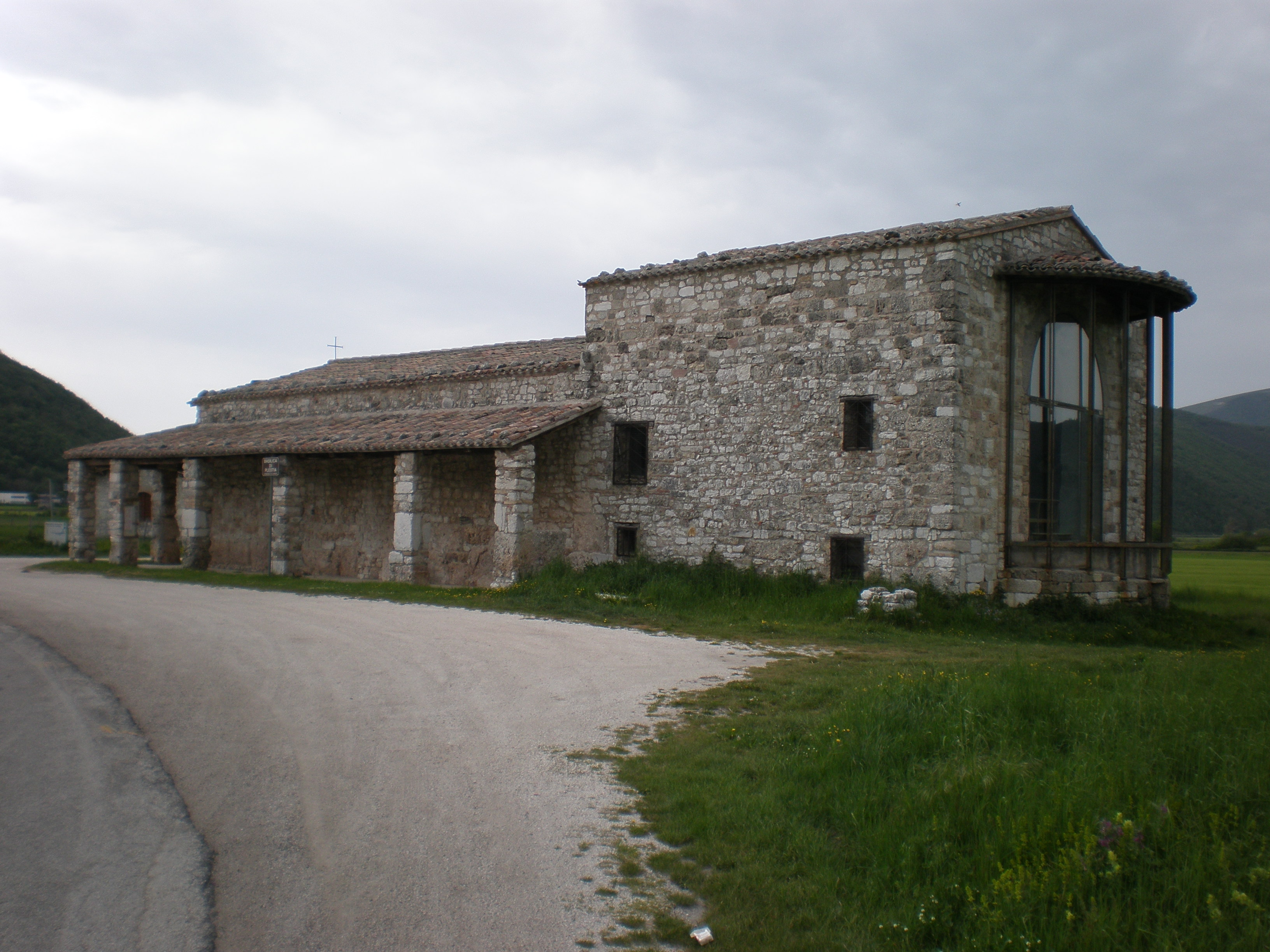
Veduta posteriore
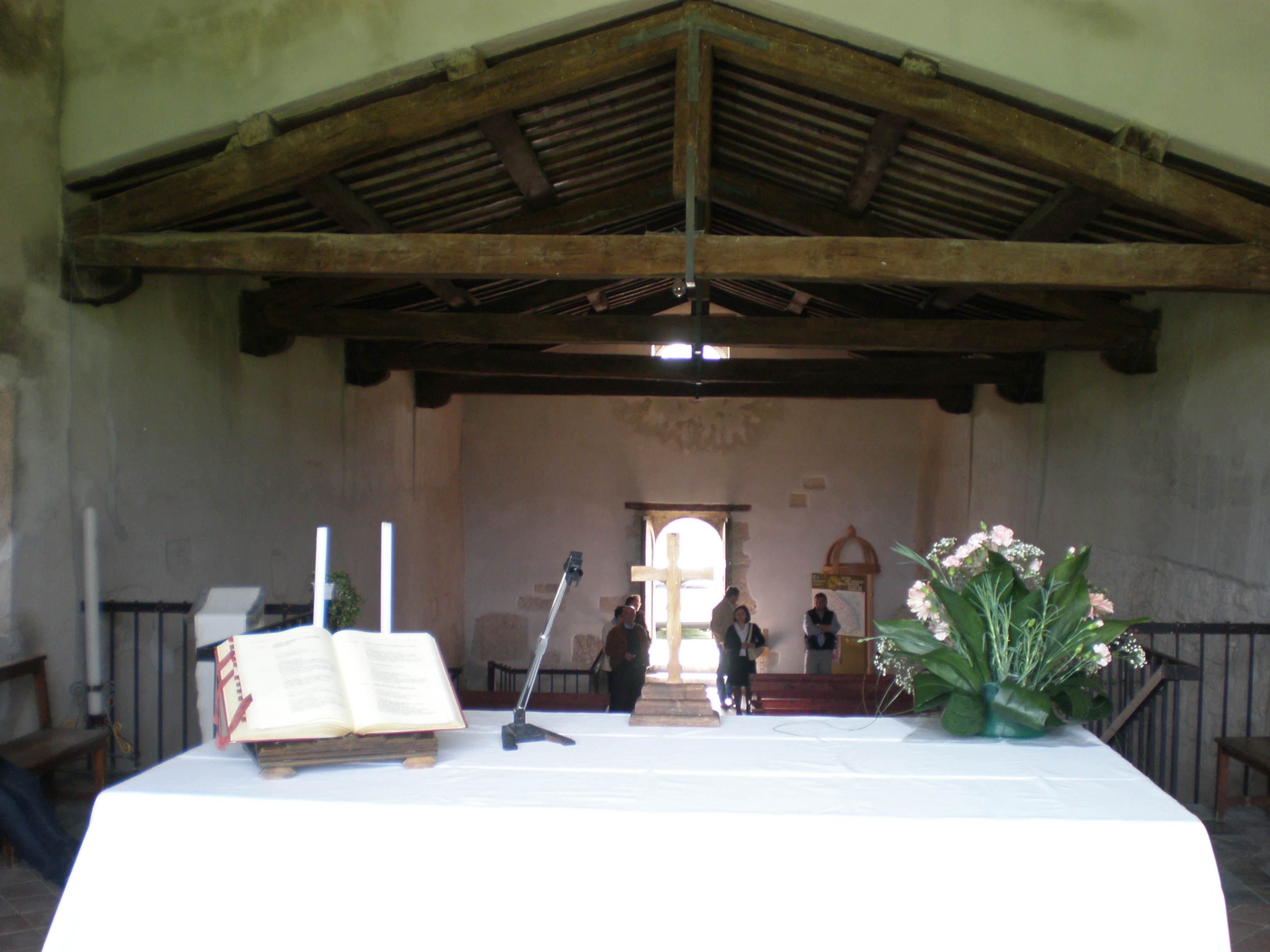
Interno della chiesa
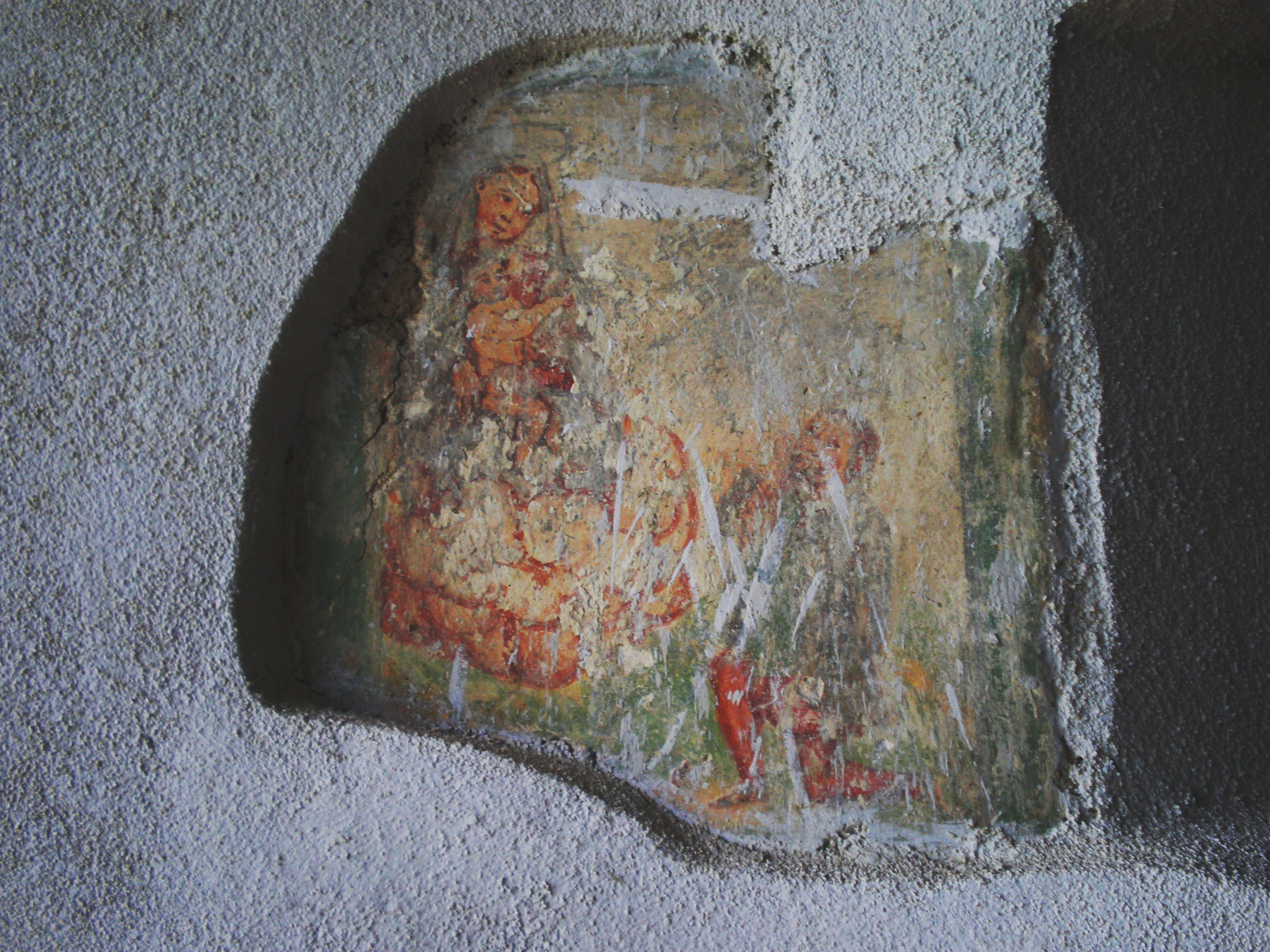
L'unico affresco conservatosi
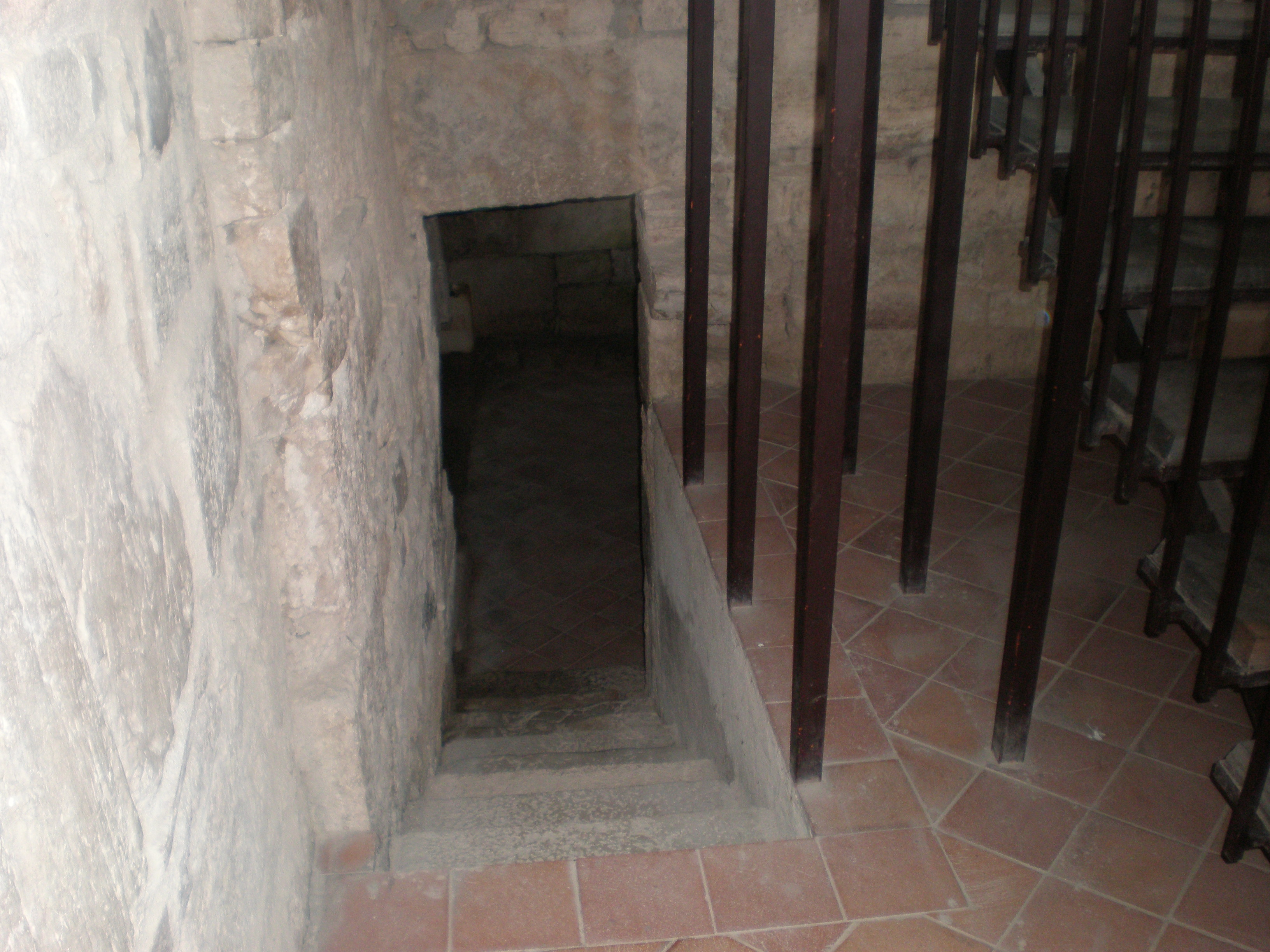
Accesso alla cripta sottostante al presbiterio
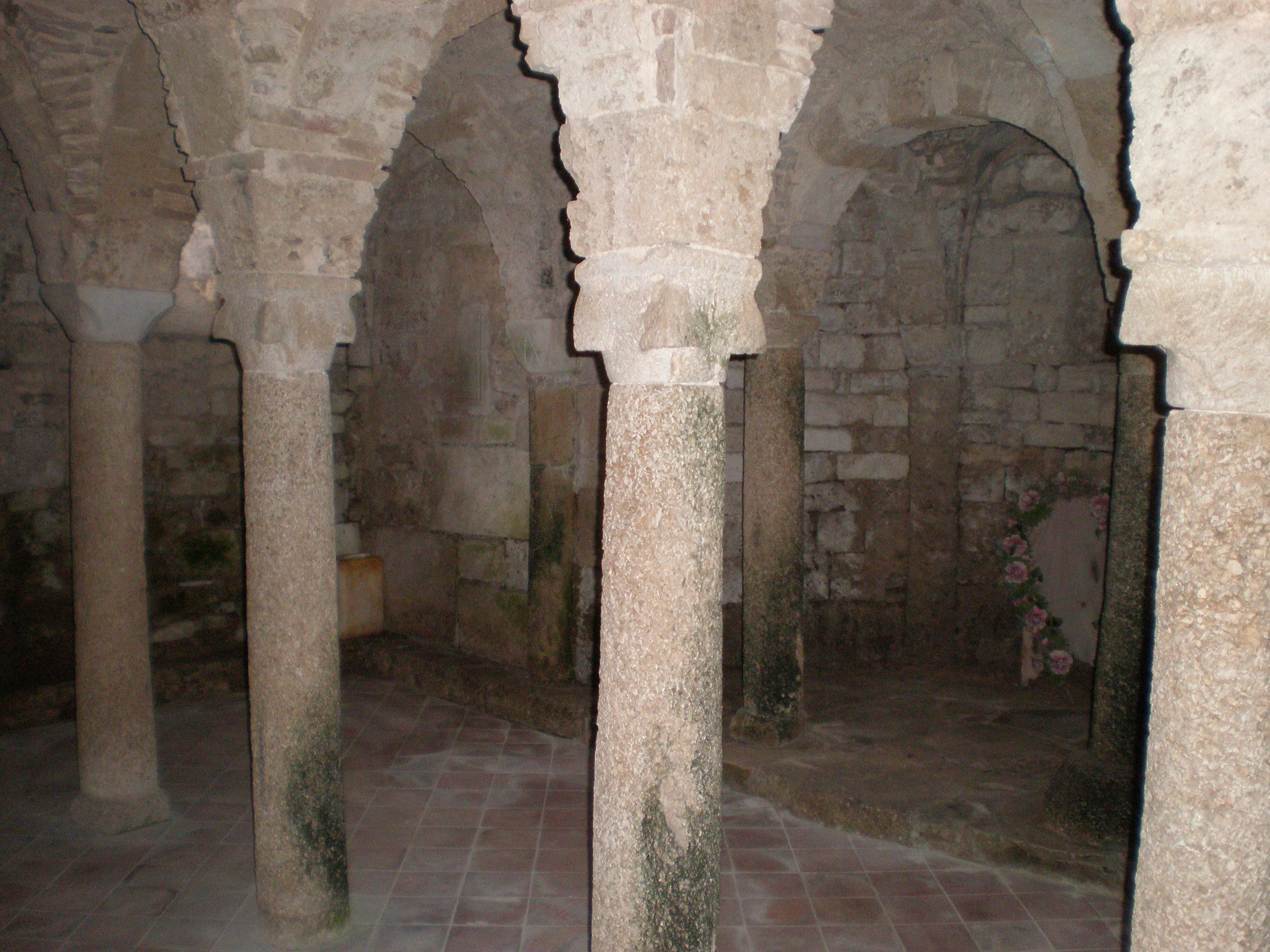
Cripta sottostante al presbiterio
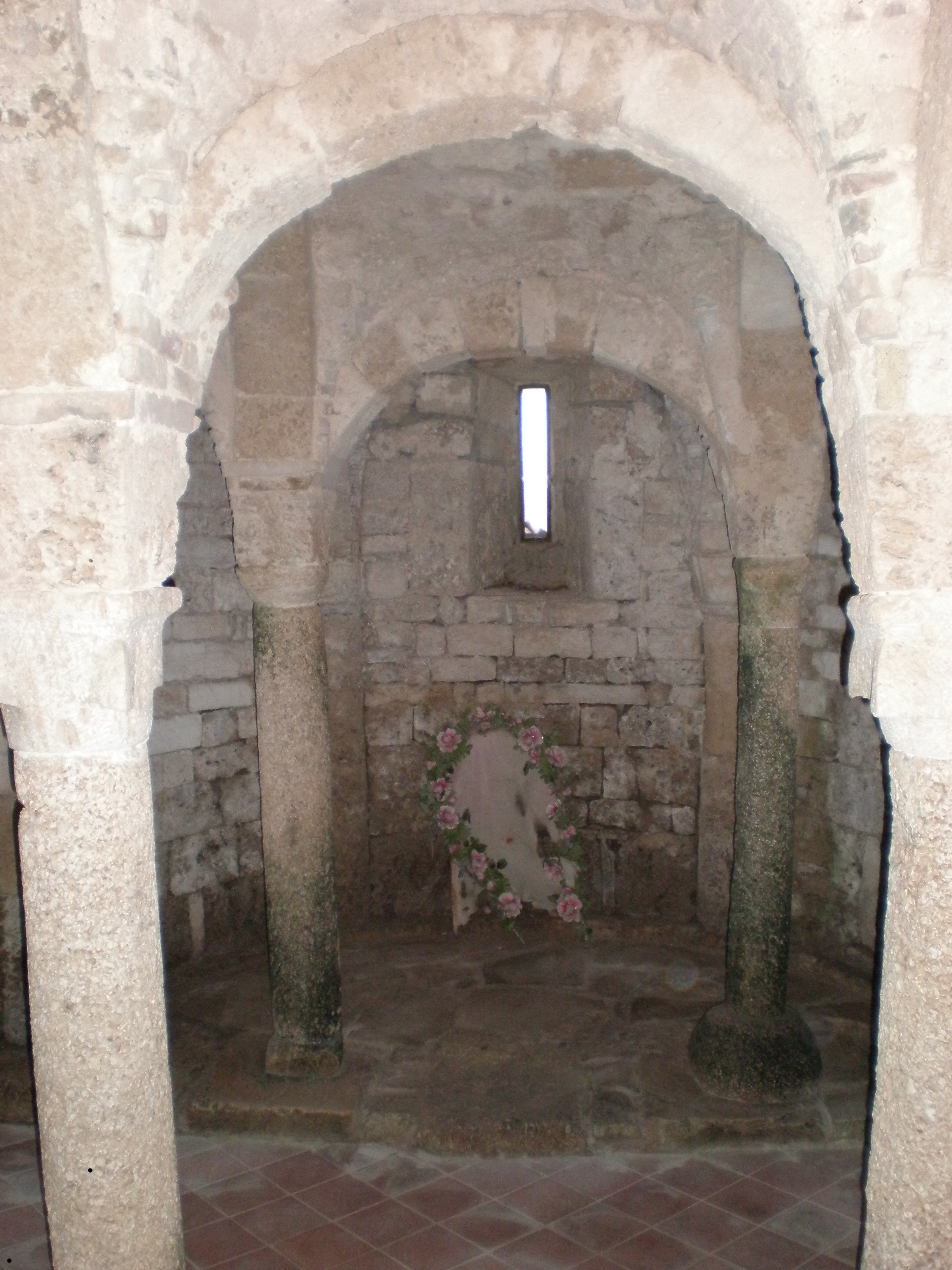
Cripta sottostante al presbiterio
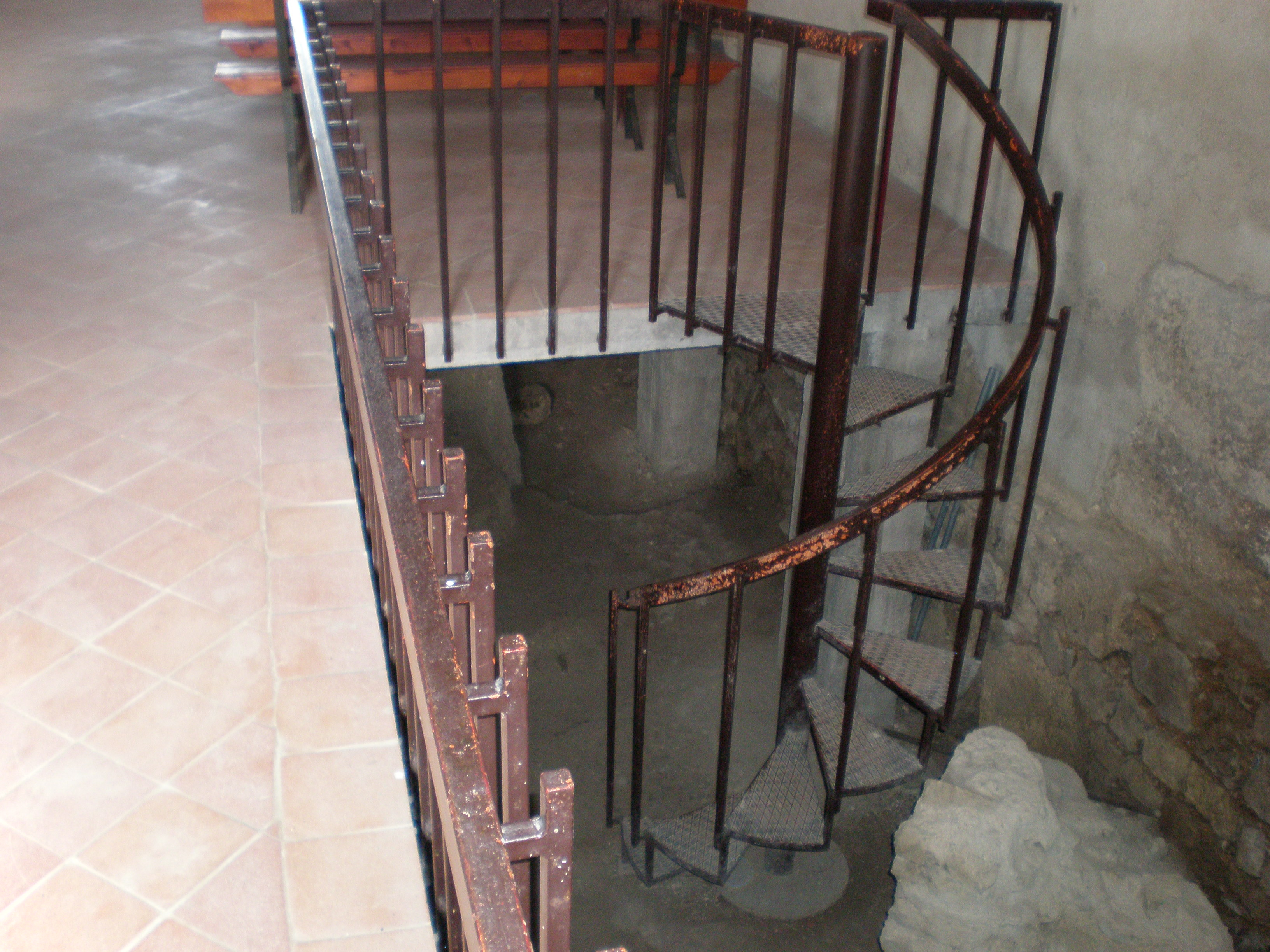
Accesso ai sotterranei a destra della porta di ingresso della chiesa
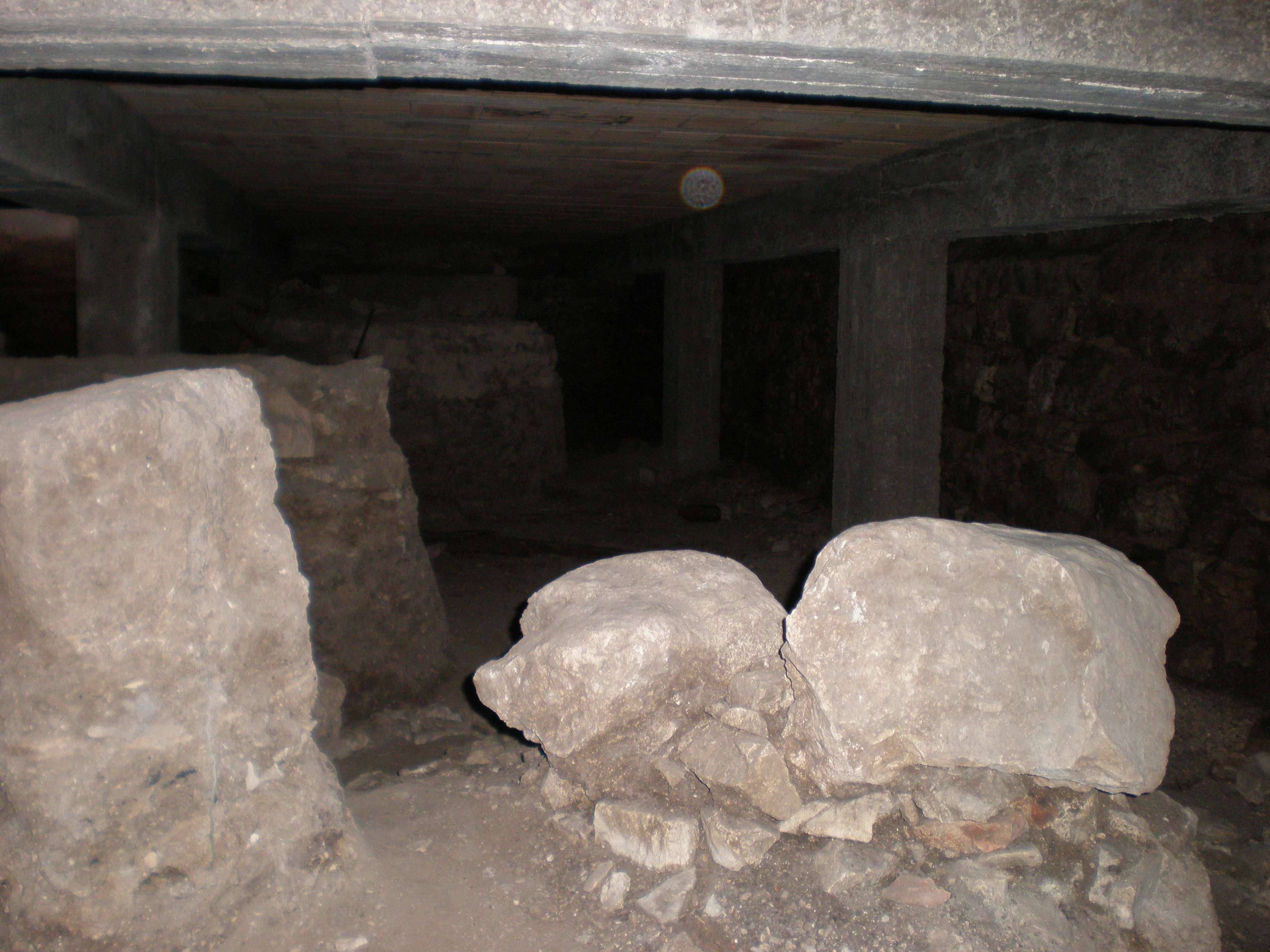
Sotterranei